# رود کویتو
رود کویتو (به لاتین: Koito River) یک رود در ژاپن است که در کیمیتسو، چیبا واقع شده‌است.